# Jacques Lubin
Pour les articles homonymes, voir Lubin.
Jacques Lubin (Paris, 1659 - après 1703) est un graveur et dessinateur français, surtout connu pour sa production de portraits.

## Biographie
Huber précise dans son livre Manuel des curieux et des amateurs d'art que Jacques Lubin fut le disciple du graveur Gérard Edelinck et qu'il grava un grand nombre de portraits pour l'ouvrage de Charles Perrault intitulé Les hommes illustres qui ont paru en France pendant ce siècle : avec leur portrait au naturel.

## Œuvres

### Portraits du tome I du livreLes hommes illustres
- Cardinal Armand Jean du Plessis de Richelieu[2]
- Cardinal Pierre de Bérulle[3]
- Henri de Sponde, juriste et historien, évêque de Pamiers[4]
- Jean-Pierre Camus, écrivain[5]
- Antoine Godeau, évêque[6]
- Jean-François Senault, oratorien[7]
- Jacques Sirmond, jésuite et historien[8]
- Denis Pétau, jésuite[9]

### Portraits du tome II du livreLes hommes illustres
- Jean de Launoy, théologien[10]
- Jérôme Vignier, prêtre de l'Oratoire[11]
- François Combefis, philologue[12]
- François de La Mothe Le Vayer, philosophe, philologue et historien[13]
- Olivier Patru, avocat[14]
- Simon Vouet, artiste peintre[15]

## Galerie

Gravures de Jacques Lubin
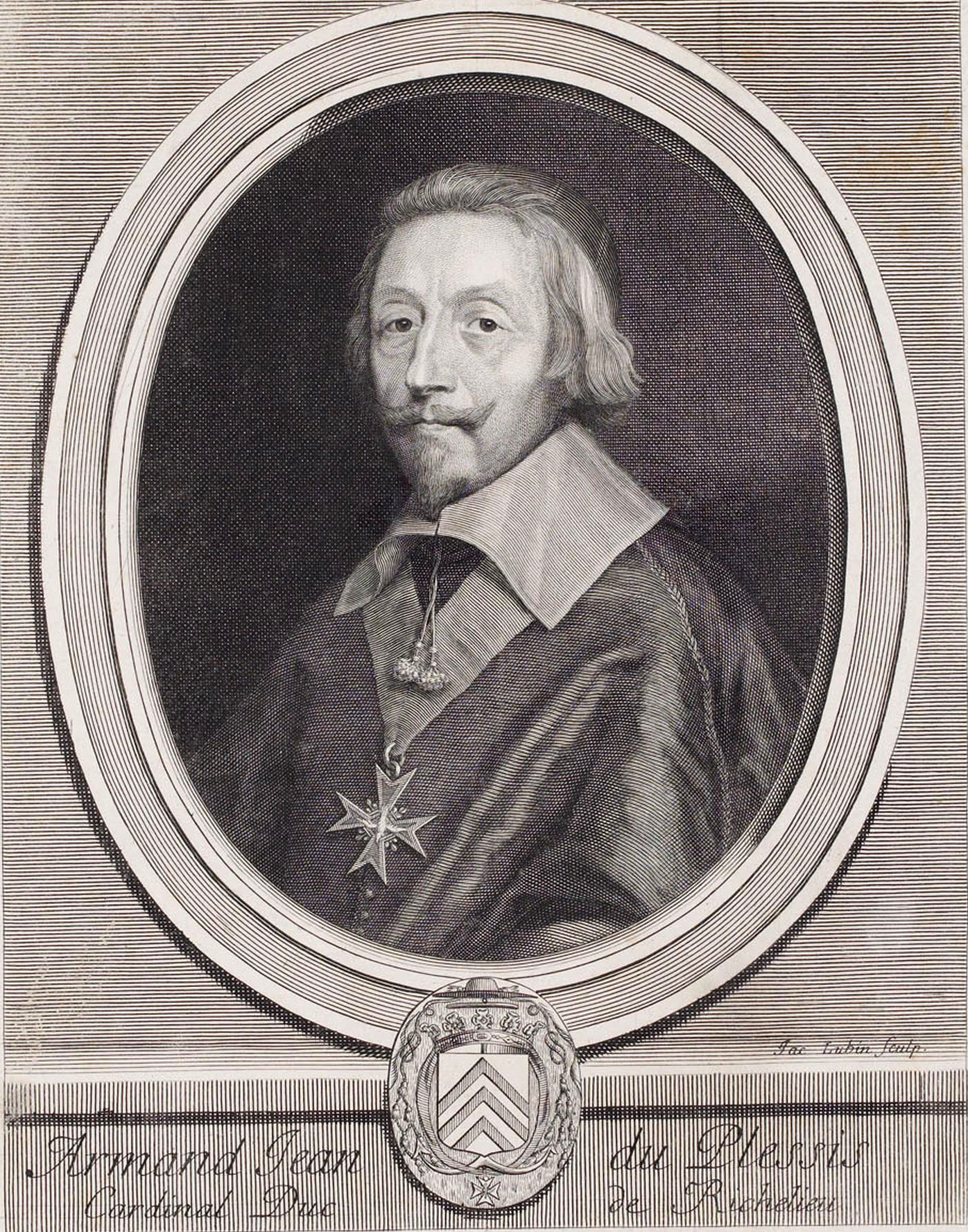
Cardinal de Richelieu
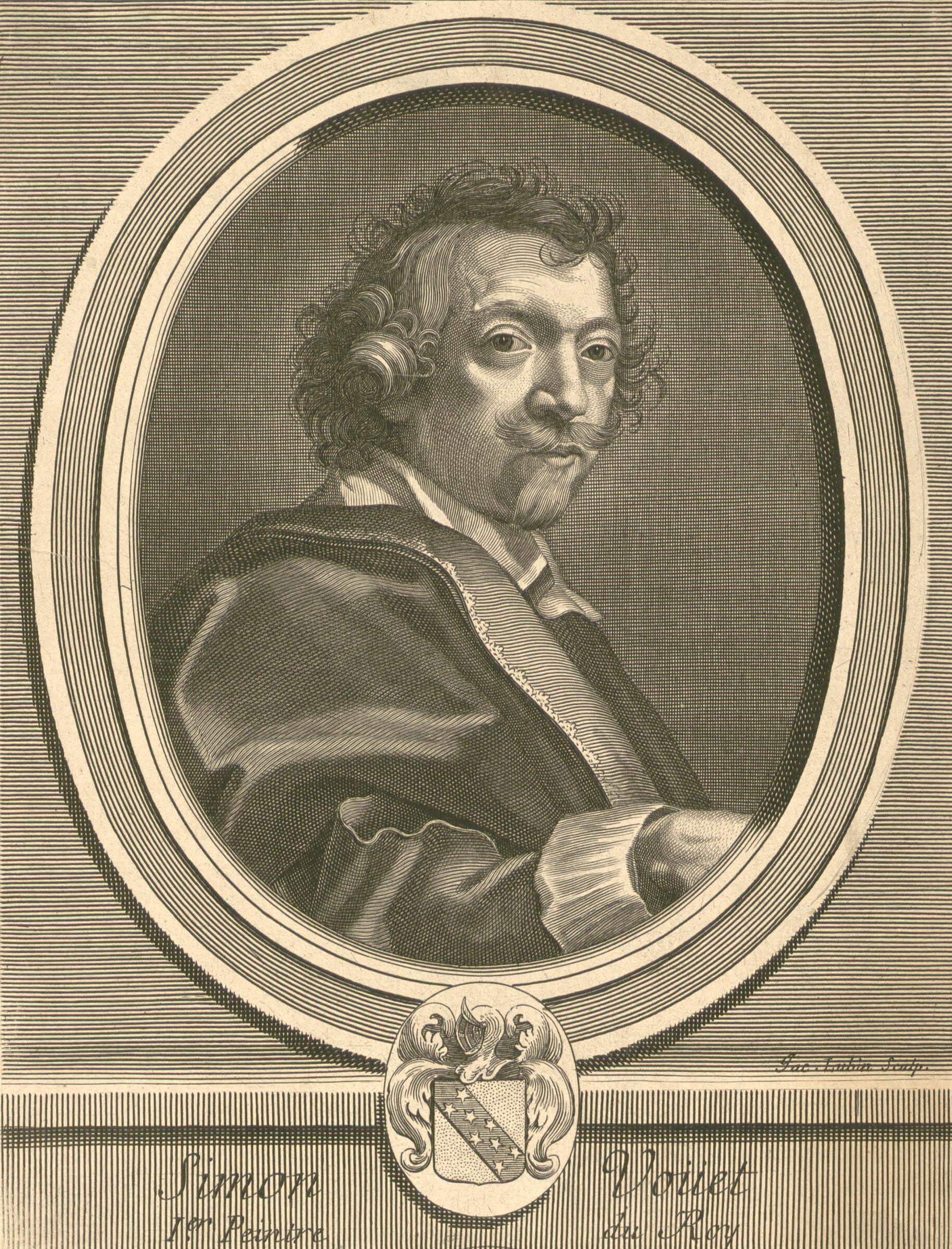
Simon Vouet
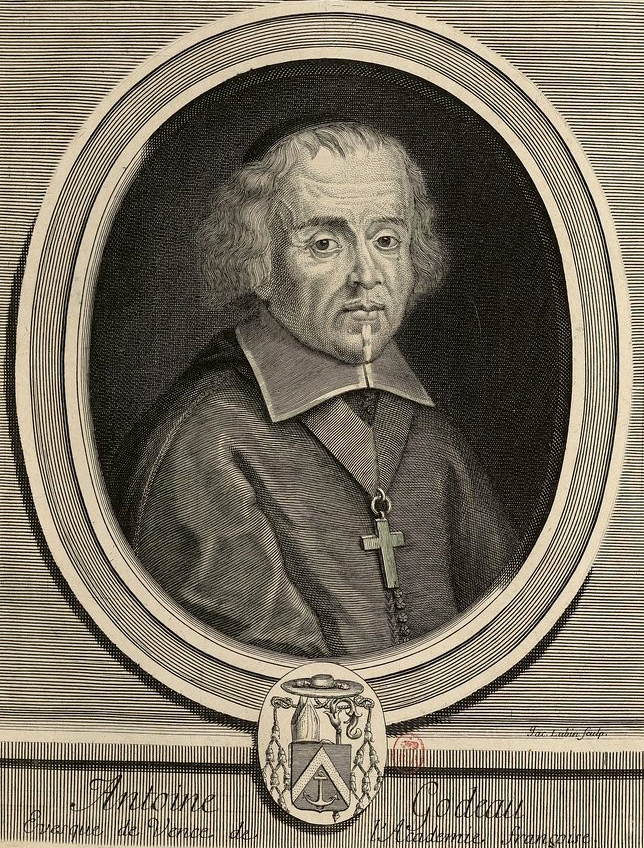
Antoine Godeau
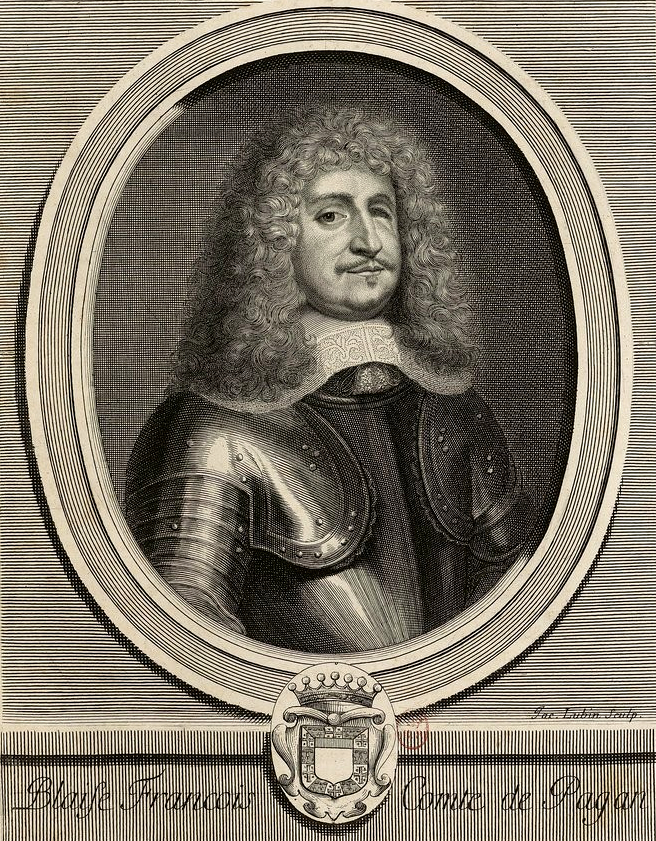
Blaise François Pagan